# Georgetown FC
Georgetown Football Club é um time de futebol de Georgetown, capital da Guiana. Compete atualmente na segunda divisão do campeonato nacional.

## History
Fundado em 1902, o Georgetown FC é o clube mais antigo da Guiana. Em 2015, o time participou da temporada inaugural da GFF Elite League, a nova liga nacional.